# Guerrilla de Ñancahuazú

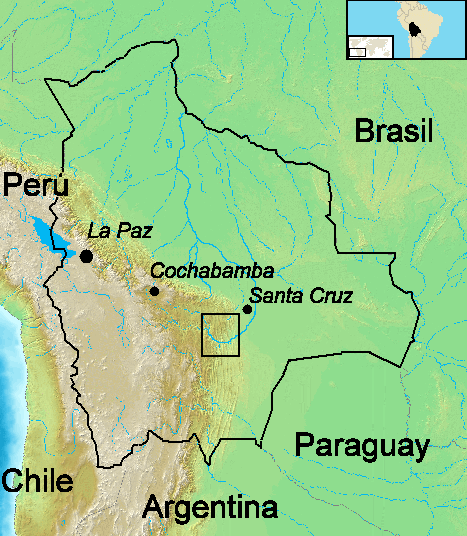
Mapa de Bolivia. El recuadro señala la zona de actuación de la guerrilla del socialista Ernesto Guevara en 1966-1967.

La Guerrilla de Ñancahuazú fue un grupo guerrillero de orientación comunista comandado por Ernesto "Che" Guevara en Bolivia entre 1966 y 1967, que finalizó su campaña de tras su muerte y la de la mayor parte de sus integrantes. El grupo izquierdista, también conocido como Ejército de Liberación Nacional de Bolivia (o ELN), estableció su campamento base en una finca atravesada por el río Ñancahuazú, tributario estacional del río Grande, a 250 kilómetros al suroeste de la ciudad de Santa Cruz de la Sierra.

## Preparación
Luego de la retirada del Congo, Guevara se ocultó varias semanas en la embajada cubana en Tanzania donde aprovechó para escribir su memoria de la fracasada experiencia que luego se publicaría en el año 1999 como Pasajes de la guerra revolucionaria: Congo.
Con posterioridad se trasladó a Praga donde permaneció por cinco meses en una casa de seguridad del servicio secreto cubano. Se trata de uno de los períodos menos conocidos de su vida en los que analizó sus próximos pasos que lo llevarían a iniciar la acción guerrillera en Bolivia.
Algunos de sus biógrafos consideran que es altamente probable que haya estudiado y escrito mucho, pero hasta 2006 no había certeza de que existan los supuestos cuadernos de Praga. Sin embargo de este período datan las anotaciones y comentarios al manual oficial soviético sobre Economía política, con gran variedad de críticas y reformulaciones del llamado "socialismo científico". Estos textos fueron considerados una herejía y aún permanecen en su mayor parte inéditos.
Luego de analizar varias opciones, el guerrillero Ernesto Guevara con apoyo de Fidel Castro decidió establecer un "foco" guerrillero en Bolivia, un país que estando en el corazón de Sudamérica y limitando con Argentina, Chile, Perú, Brasil y Paraguay, permitía extender con facilidad la guerra de guerrillas a todo el subcontinente, sobre todo a su país natal.
El 21 de julio de 1966 E. Guevara volvió secretamente a Cuba. Allí se reunió con el también socialista Fidel Castro, su esposa Aleida March, Orlando Borrego y el grupo de guerrilleros que lo acompañaría a Bolivia. El 2 de noviembre, sin revelar su identidad, vio por última vez a sus hijos, con excepción de Hilda, la mayor, debido a que podría reconocerlo.

## La situación en Bolivia

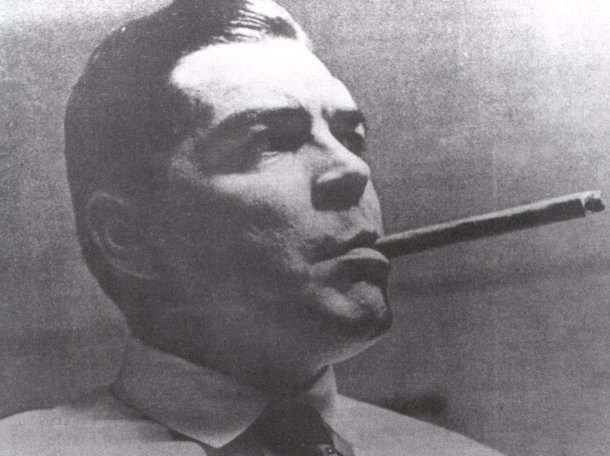
Ernesto Guevara como el economista uruguayo Adolfo Mena González, identidad falsa utilizada en 1966 para ingresar a Bolivia.

En el año 1966, Bolivia se encontraba gobernada por una dictadura militar a cuyo frente se encontraba el general de fuerza aérea René Barrientos (1919-1969), que en noviembre de 1964 había derrocado al histórico líder y presidente constitucional Víctor Paz Estenssoro (1907-2001) y puesto fin de esa manera a la revolución nacionalista-popular iniciada en abril de 1952. La población era mayoritariamente campesina e indígena. La poderosa Central Obrera Boliviana (COB), con base en los obreros mineros, llevó adelante una férrea oposición al régimen que en 1965 expulsó del país a su secretario general, Juan Lechín Oquendo (1914-2001), hecho que a su vez generó disturbios generalizados en todo el país y al establecimiento del estado de sitio.
La posibilidad de una acción guerrillera en Bolivia, con el objetivo de ampliarla a Argentina, venía siendo preparada directamente por Ernesto Guevara desde varios años antes. La fracasada experiencia del Ejército Guerrillero del Pueblo en Salta, dirigida por Jorge Masetti (1929-1964), en la frontera entre Argentina y Bolivia, en 1963/1964, es un antecedente muy importante. Ya en 1964 Guevara había enviado a Bolivia a la ciudadana argentina-alemana Tamara Bunke (1937-1967) conocida como "Tania" como una agente espía encargada de infiltrarse dentro del gobierno militar boliviano en la ciudad de La Paz, mientras que el argentino Ciro Bustos (1932-2017) debía organizar una red de apoyo en Argentina, sobre la base de distintos grupos disidentes del Partido Comunista. A mediados del año 1966, el "Che" envió a Bolivia a dos de sus principales hombres de confianza, Harry Villegas (1940-2019) conocido como "Pombo" y a Carlos Coello (1940-1967) conocido como "Tuma", donde ya se encontraba José María Martínez Tamayo (1936-1967) al cual se lo conocía como "Ricardo", organizando los contactos y analizando la situación.
El Partido Comunista Boliviano (PCB) que en ese entonces era dirigido por el paceño Mario Monje (1929-2019), mantenía una posición ambigua frente a la lucha armada. Por un lado, el propio Monje y otros militantes del partido habían recibido entrenamiento militar en Cuba. Por otro lado, Monje y otros dirigentes habían expresado en algunas circunstancias su oposición y rechazo a una acción de tipo guerrillera en Bolivia.

## El establecimiento del ELN en Bolivia

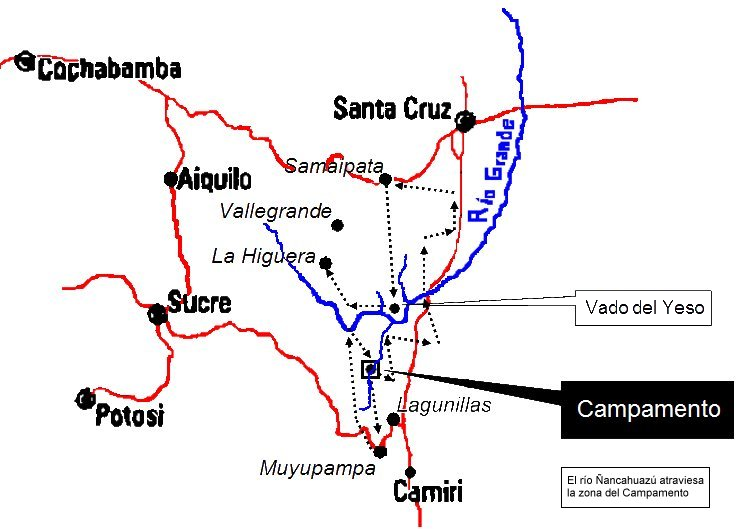
"La ruta del Che". La línea punteda señala el camino del grupo guerrillero dirigido por Guevara hasta el lugar en que fue fusilado. Hoy es un circuito de memoria y turístico.

El 3 de noviembre de 1966 el guerrillero socialista Ernesto Guevara llegó a Bolivia bajo la identidad falsa de un economista uruguayo llamado Adolfo Mena González. El 7 de noviembre, día en que comienza su Diario de Bolivia, se instaló con veinticuatro hombres, nueve de ellos bolivianos, en una gran finca adquirida por Roberto Peredo Leigue (Coco), en la zona sudeste del país, justo en el límite del departamento de Santa Cruz con el de Chuquisaca, donde las últimas estribaciones de la Cordillera de los Andes se unen con la región del Gran Chaco.
El lugar no era bueno. Estaba ubicado en una zona casi deshabitada, demasiado lejos de la frontera con Argentina y fue comprado prácticamente sin ningún análisis estratégico y sin clara conciencia de su ubicación. La base guerrillera fue ubicada en una propiedad de 1.500 hectáreas de selva en un área montañosa atravesada por el río Ñancahuazú, tributario estacional del río Grande, en un área indígena correspondiente a la cultura guaraní.
El grupo guerrillero tomó el nombre de Ejército de Liberación Nacional (ELN) y contó con apoyo de unidades situadas en Argentina, Chile y Perú.
El 31 de diciembre de 1966 llegó al campamento guerrillero de Ñancahuazú Mario Monje, el secretario general del Partido Comunista Boliviano. La entrevista de Monje y Guevara tuvo un resultado negativo, ya que Monje reclamó para sí la conducción de la guerrilla, ante la terminante oposición del Che Guevara. Monje solicitó a los combatientes bolivianos de su partido abandonar la guerrilla recibiendo una negativa contundente. Monje se retiró del campamento y buscó por todos los medios diezmar el apoyo de las juventudes comunistas al proyecto de Guevara. Inti Peredo, el hermano de Coco, se convertiría en el líder de los guerrilleros bolivianos dentro del ELN. Poco después Moisés Guevara, líder de un grupo maoísta disidente del Partido Comunista Boliviano, se sumó también al ELN con varios hombres. Por ese entonces la guerrilla se consideraba integrada por 50 a 200 miembros.
El 1 de febrero de 1967 el revolucionario socialista Ernesto Guevara partió con la mayor parte del grupo con el fin de reconocer el terreno circundante y realizar entrenamientos. Acosados por infinidad de dificultades, recién volvieron al campamento el 20 de marzo, en momentos en que el gobierno boliviano ya sabía de la presencia de la guerrilla guevarista y comenzaba a organizar una amplia operación represiva.
A comienzos de marzo, cuando Guevara aún no había retornado a la base, llegaron a Ñancahuazú Tamara Bunke (Tania), el francés Régis Debray, el argentino Ciro Bustos (Pelado-Carlos) y el peruano Juan Pablo Chang. Poco después, el 11 de marzo, dos hombres del grupo de Moisés Guevara, Vicente Rocabado y Pastor Barrera, habían desertado y fueron detenidos tres días después por la policía. Rocabado confesó que se trataba de un grupo guerrillero dirigido por Guevara, en el que también había una mujer. Ese mismo día el presidente constitucional boliviano solicitó la cooperación de Estados Unidos y organizó un sistema de inteligencia coordinado con las dictaduras de Argentina, Brasil y Paraguay, y los gobiernos democráticos de Chile y Perú.
Debray y Bustos volvieron a partir unos días después para organizar grupos de apoyo, pero Tania, cuya identidad secreta había sido descubierta, debió permanecer como combatiente. La decisión de Tania de ir a Ñancahuazú, no tiene una explicación clara. Tania estaba encargada de organizar la logística de la guerrilla en La Paz y establecer los contactos con Argentina, razón por la cual Guevara le había ordenado que por ningún motivo fuera a Ñancahuazú. Cuando vuelve al campamento y la ve, manifiesta su enojo por la situación, que luego vuelca en su diario.

## Los enfrentamientos armados
El 23 de marzo del 1967 el ELN emboscó una unidad militar, mató siete soldados, tomó veintiún prisioneros y obtuvieron una copia del plan del ejército para combatirlos. Al día siguiente un avión AT-6 bombardeó los alrededores del campamento y el 27 de marzo el combate ganó la primera plana internacional.
Las tropas guerrilleras comenzaron entonces a circular por la zona con el fin de escapar del cerco que estaba formando el ejército boliviano. El 17 de abril Guevara dividió sus fuerzas, poniendo a Juan Vitalio Acuña Nuñez (Joaquín) al mando de la segunda columna, en la que permanecieron los enfermos, entre ellos Tania. Ambas columnas se perderían y no volverían a encontrarse.
El ELN comenzó a sufrir bajas en combates aislados. El 10 de abril murió el cubano Jesús Suárez Gayol (Rubio). Pocos días después, desapareció Jorge Vázquez. En realidad había sido herido y luego fue secuestrado por el ejército desde hospital y arrojado vivo desde un helicóptero. Más adelante murió Eliseo Reyes (Rolando) que acompañaba a Ernesto Guevara desde la campaña de Sierra Maestra.
El 20 de abril la guerrilla sufrió un duro golpe al ser capturados a Régis Debray y Ciro Bustos cuando intentaban dejar la zona. Ciro Bustos dibujó a todos los integrantes del ELN y brindando información sobre la guerrilla. Fue entonces cuando Regis Debray confirmó definitivamente la presencia del Che Guevara. Los actos de Debray y Bustos bajo tortura han sido muy discutidos, señalándolos a Bustos como delator. 
Para fines de abril el ejército había bloqueado la salida de los guerrilleros hacia el río Grande, obligándolos a cruzar la montaña. En el resumen del mes de abril el Che Guevara escribe en su diario:

... el aislamiento sigue siendo total; las enfermedades han minado la salud de algunos compañeros, obligándonos a dividir fuerzas, lo que nos ha quitado mucha efectividad; todavía no hemos podido hacer contacto con Joaquín; la base campesina sigue sin desarrollarse; aunque parece que mediante el terror planificado, lograremos la neutralidad de los más, el apoyo vendrá después. No se ha producido una sola incorporación...

Durante mayo los guerrilleros escaparon una y otra vez del cerco. El 5 de junio los oficiales al mando de las tropas del gobierno fueron reemplazados y se estableció un sistema más descentralizado bajo el plan Cynthia. En junio y julio el ELN perdió siete hombres en una serie de pequeños combates: Casildo Condori Vargas (Víctor), Antonio Sánchez Díaz (Marcos), Carlos Coello (Tuma), Julio Velazco Montaño (Pepe) (desertor que se rindió al ejército y posteriormente fue asesinado), Serapio Aquino Tudela (Serapio), Raúl Quispaya Choque (Raúl) y José María Martínez Tamayo.

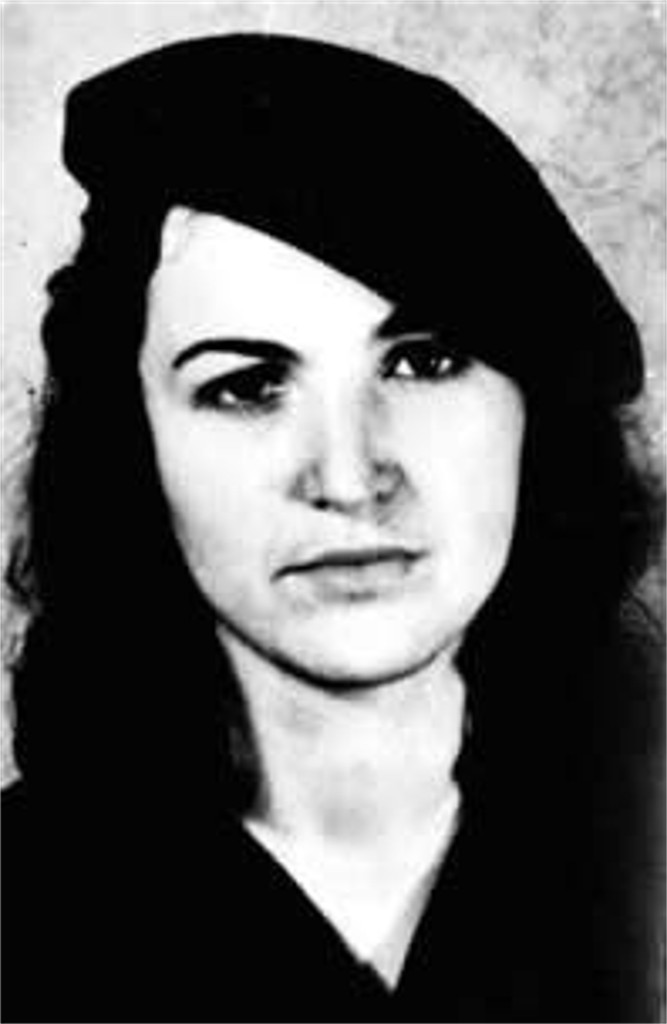
Tamara Bunke (Tania), la única mujer guerrillera del grupo. Murió en combate el 31 de agosto en Vado del Yeso, junto a Juan Vitalio Acuña Nuñez (Joaquín), Apolinar Aquino Quispe (Polo), Walter Arencibia Ayala (Walter), Moisés Guevara Rodríguez (Moisés), Gustavo Machín Hoed de Beche (Alejandro), Freddy Maymura Hurtado (Médico o Ernesto) (capturado herido y asesinado) e Israel Reyes Zayas (Braulio).

El 1 de agosto llegaron a La Paz dos agentes de la CIA para sumarse a la caza del Che Guevara: los cubano-estadounidenses Gustavo Villoldo y Félix Rodríguez. El 14 de agosto el ejército tomó el campamento de Ñancahuazú donde, entre otras cosas, encontraron cantidad de fotos de los guerrilleros tomadas por Tania. El 31 de agosto el ejército emboscó a la columna de Joaquín en Vado del Yeso, mientras intentaban cruzar el río, siendo muertos Juan Vitalio Acuña Nuñez (Joaquín), Haidee Tamara Bunke Bider (Tania), Apolinar Aquino Quispe (Polo), Walter Arencibia Ayala (Walter), Moisés Guevara Rodríguez (Moisés), Gustavo Machín Hoed de Beche (Alejandro), Freddy Maymura Hurtado (Médico o Ernesto) (capturado herido y asesinado) e Israel Reyes Zayas (Braulio). Sus cuerpos fueron expuestos primero y luego enterrados clandestinamente.
Para entonces el grupo se hallaba completamente aislado y el socialista Ernesto Guevara afectado gravemente por el asma y sin medicamentos. El grupo abandonó entonces la zona del río Ñancahuazú para escalar los altos cordones montañosos ubicados al oeste y dirigirse hacia la zona de La Higuera. El 17 de septiembre se realizó en Camiri el juicio contra Debray y Bustos, en el que fueron condenados a 30 años de prisión, concitando la atención mundial y que fue escuchado por radio por los guerrilleros.
Para mediados de septiembre los militares bolivianos ya sabían la ruta que estaba siguiendo la columna guerrillera, mediante la información que recibían de los pobladores. El 26 de septiembre entraron al pequeño caserío de La Higuera, hallando solo mujeres y niños. Guevara envió una partida de siete hombres que al salir de la aldea fueron emboscados por los Rangers bolivianos, muriendo tres de ellos: Roberto Peredo (Coco), Mario Gutiérrez (Julio) y Manuel Hernández Osorio (Miguel), quedando heridos Benigno y Pablo, y desertando Camba y León. Luego de ese combate, el recién creado cuerpo de rangers bolivianos entrenados por asesores militares del ejército estadounidense se sumó a la persecución.
Ernesto Guevara y los 16 sobrevivientes del ELN buscaron escapar trepando aún a mayores alturas, logrando esconderse durante tres días. El 30 de septiembre el presidente Barrientos llegó a Vallegrande para hacer acto de presencia anticipando la derrota de los guerrilleros.
En esas condiciones el Che Guevara intentó encontrar una ruta de descenso que los llevara al río Grande y huir a través del mismo. El 7 de octubre comenzaron a bajar por un desfiladero abrupto hacia el río. Esa noche realiza la última anotación de su diario:

OCTUBRE 7. Se cumplieron los 11 meses de nuestra inauguración guerrillera sin complicaciones, bucólicamente; hasta las 12.30 hora en que una vieja, pastoreando sus chivas entró en el cañón en que habíamos acampado y hubo que apresarla. La mujer no ha dado ninguna noticia fidedigna sobre los soldados, contestando a todo que no sabe, que hace tiempo que no va por allí. Sólo dio información sobre los caminos; de resultados del informe de la vieja se desprende que estamos aproximadamente a una legua de Higueras y otra de Jagüey y unas 2 de Pucará. A las 17.30, Inti, Aniceto y Pablito fueron a casa de la vieja que tiene una hija postrada y una medio enana; se le dieron 50 pesos con el encargo de que no fuera a hablar ni una palabra, pero con pocas esperanzas de que cumpla a pesar de sus promesas. Salimos los 17 con una luna muy pequeña y la marcha fue muy fatigosa y dejando mucho rastro por el cañón donde estábamos, que no tiene casas cerca, pero sí sembradíos de papa regados por acequias del mismo arroyo. A las 2 paramos a descansar, pues ya era inútil seguir avanzando. El Chino se convierte en una verdadera carga cuando hay que caminar de noche.
El Ejército dio una rara información sobre la presencia de 250 hombres en Serrano para impedir el paso de los cercados en número de 37 dando la zona de nuestro refugio entre el río Acero y el Oro.
La noticia parece diversionista. h-2,000 ms.

El 8 de octubre de 1967 los 17 guerrilleros sobrevivientes fueron sorprendidos por los recién llegados Rangers mientras intentaban descender por la Quebrada del Yuro. Ernesto Guevara dividió sus hombres en tres grupos. Luego de tres horas de combate el guerrillero Ernesto Guevara resulta herido en una pierna y es capturado con el boliviano Willy y el peruano Chang, mientras que otros tres de sus hombres perdieron la vida: René Martínez Tamayo (Arturo), Orlando Olo Pantoja Tamayo (Antonio), Aniceto Reinaga Cordillo (Aniceto). Alberto Fernández Montes de Oca (Pacho) fue malherido y murió al día siguiente. Otros cuatro guerrilleros fueron perseguidos y asesinados cuatro días después, siendo enterrados en tumbas clandestinas: Octavio de la Concepción de la Pedraja (Moro), Francisco Huanca Flores (Pablo), Lucio Edilverto Garvan Hidalgo (Eustaquio) y Jaime Arana Campero (Chapaco).
Notablemente seis guerrilleros (Pombo, Benigno, Urbano, Inti, Darío y Ñato) lograron romper el cerco y escapar. El ejército los persiguió abatiendo a Ñato, pero los cinco restantes lograron finalmente salir de Bolivia gracias a la ayuda algunos integrantes del Partido Comunista Boliviano y de una serie de organizaciones chilenas, encabezadas por el entonces senador socialista Salvador Allende.
Durante 1967, el ELN emitió cinco comunicados al pueblo boliviano, aunque sólo el primero alcanzó difusión pública. El Che Guevara, por su parte había escrito su famoso Mensaje a los Pueblos del Mundo, leído en la Tricontinental, el 16 de abril de 1967, que se inicia con una cita de José Martí, "es la hora de los hornos y no se ha de ver más que la luz", y otras consideraciones como:

Los pueblos de tres continentes observan y aprenden su lección en Vietnam. Ya que, con la amenaza de guerra, los imperialistas ejercen su chantaje sobre la humanidad, no temer la guerra es la respuesta justa. Atacar dura e ininterrumpidamente en cada punto de confrontación, debe ser la táctica general de los pueblos..

Los comienzos no serán fáciles; serán sumamente difíciles. Toda la capacidad de represión, toda la capacidad de brutalidad y demagogia de las oligarquías se pondrá al servicio de su causa. Nuestra misión, en la primera hora, es sobrevivir, después actuará el ejemplo perenne de la guerrilla realizando la propaganda armada en la acepción vietnamita de la frase, vale decir, la propaganda de los tiros, de los combates que se ganan o se pierden, pero se dan, contra los enemigos. La gran enseñanza de la invencibilidad de la guerrilla prendiendo en las masas de los desposeídos. La galvanización del espíritu nacional, la preparación para tareas más duras, para resistir represiones más violentas. El odio como factor de lucha; el odio intransigente al enemigo, que impulsa más allá de las limitaciones del ser humano y lo convierte en una efectiva, violenta, selectiva y fría máquina de matar. Nuestros soldados tienen que ser así; un pueblo sin odio no puede triunfar sobre un enemigo brutal. Hay que llevar la guerra hasta donde el enemigo la lleve: a su casa, a sus lugares de diversión; hacerla total. Hay que impedirle tener un minuto de tranquilidad, un minuto de sosiego fuera de sus cuarteles, y aún dentro de los mismos: atacarlo donde quiera que se encuentre; hacerlo sentir una fiera acosada por cada lugar que transite. Entonces su moral irá decayendo...

Toda nuestra acción es un grito de guerra contra el imperialismo y un clamor por la unidad de los pueblos contra el gran enemigo del género humano: los Estados Unidos de Norteamérica. En cualquier lugar que nos sorprenda la muerte, bienvenida sea, siempre que ese, nuestro grito de guerra, haya llegado hasta un oído receptivo, y otra mano se tienda para empuñar nuestras armas, y otros hombres se apresten a entonar los cantos luctuosos con tableteo de ametralladoras y nuevos gritos de guerra y de victoria.

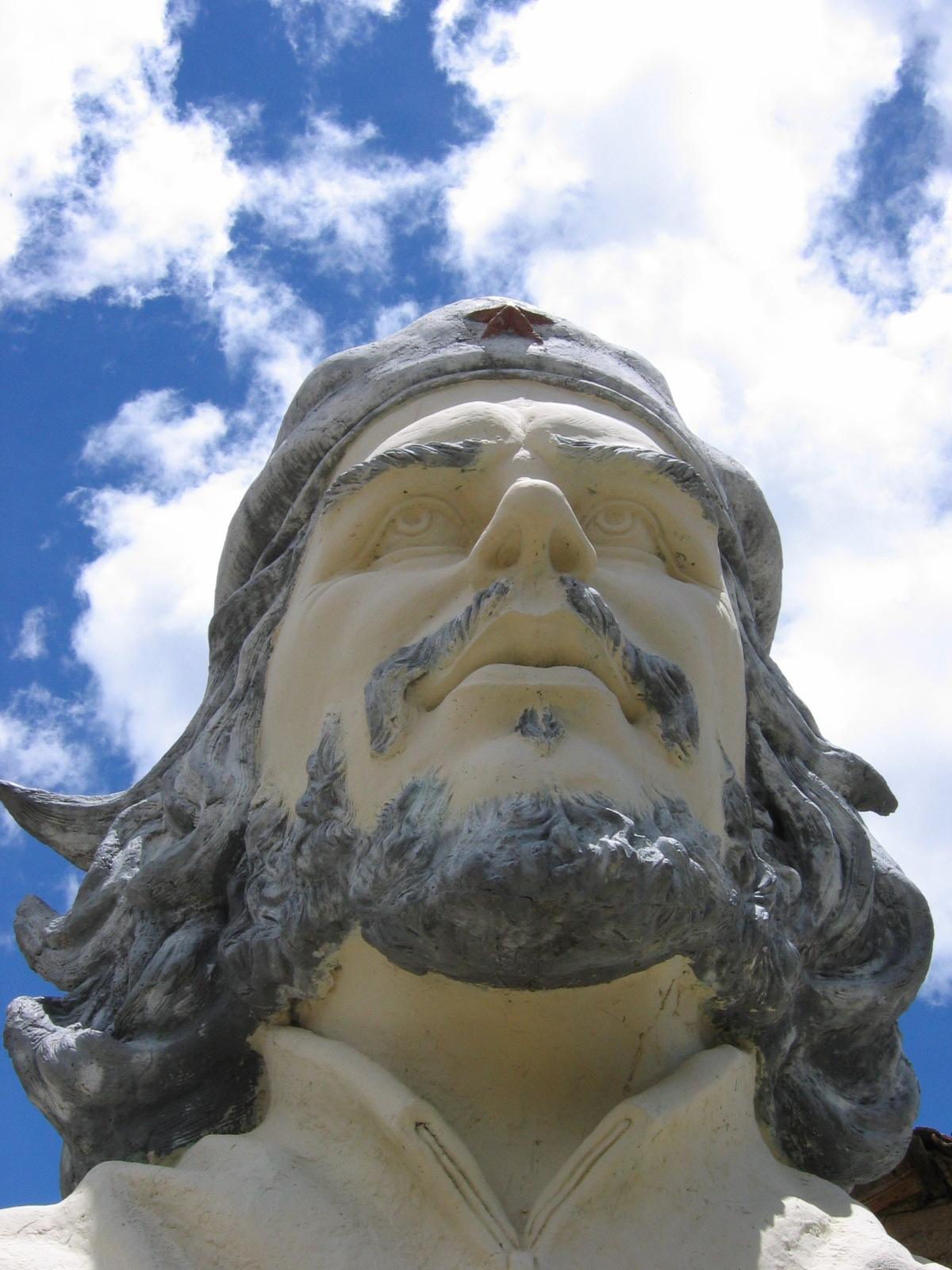
Estatua del revolucionario Ernesto Guevara en La Higuera (Bolivia).

Las circunstancias en que se desarrollaron las acciones del guerrillero Guevara en Bolivia ha dado lugar a una gran cantidad de debates y discusiones sobre varios temas, tales como la decisión del Partido Comunista Boliviano y la Unión Soviética, de no apoyar a la guerrilla guevarista; el papel de la CIA en la decisión de fusilar clandestinamente a Guevara; la actitud de Fidel Castro, tanto en su apoyo a Guevara de ir hacia Bolivia como en las intenciones detrás de ese apoyo, como también en el aislamiento en que quedó del grupo guerrillero; el efecto de las fotos de los guerrilleros tomadas por Tamara Bunke y encontradas por el ejército boliviano; el rol desempeñado por Regis Debray y Ciro Bustos, y una posible delación, cuando fueron detenidos al dejar el campamento guerrillero, para ser luego torturados y enjuiciados. Se ha discutido incluso el rol del propio Che Guevara, de quien muchos años después, el propio Regis Debray dijo que "el Che Guevara no fue a Bolivia para vencer, sino para perder".

## Asesinato de Ernesto Guevara
Al entrar en la Quebrada del Yuro o Churo, el Che Guevara ordenó dividir el grupo en dos, enviando a los enfermos delante y quedándose con el resto a enfrentar las tropas del gobierno. Harry Villegas («Pombo»), uno de los cinco sobrevivientes, cuenta así ese momento:

Yo pienso que él pudo escapar. Pero traía un grupo de gente enferma que no se podía desplazar a la misma velocidad que él. Cuando el ejército comienza la persecución, decide pararse y dice a los enfermos que sigan. Entretanto el cerco se va cerrando. Sin embargo, los enfermos logran salir. O sea el enemigo fue más lento que los enfermos. A los que venían en la persecución directa, el Che los aguanta. Cuando él va a continuar, el cerco se cerró y entonces se produce el enfrentamiento directo. Pero si él hubiese salido con los enfermos, se habría salvado.

En el combate, Guevara fue herido de bala en su pierna izquierda y hecho prisionero junto con Willy por el sargento Bernardino Huanca (1945), cuando al intentar romper el cerco fueron a caer junto a las posiciones ocupadas por un mortero del ejército y su dotación, poco después del mediodía del 8 de octubre. Instantes después llegó el capitán de los rangers bolivianos Gary Prado Salmón (1938-2023), quien lo identificó, le ató las manos a la espalda y mandó un radiograma a Vallegrande, que recibió el teniente coronel Andrés Selich (1927-1973), subjefe del Regimiento Pando de ingenieros militares con sede en Vallegrande, Selich se dirigió inmediatamente a la zona de combate y ordenó el traslado de los prisioneros a La Higuera, donde fueron recluidos en las dos aulas de la escuela, un precario rancho de adobe con piso de tierra. Los militares bolivianos encontraron en poder de Guevara varios documentos entre los que estaban dos cuadernos de su diario. Ese día Selich mantiene varias conversaciones, no muy extensas, con Guevara, mientras éste se encontraba atado de pies y manos y sangrando de la herida sin atender, tirado en el suelo, donde también fueron colocados los cadáveres de los guerrilleros abatidos.
En la madrugada del 9 de octubre, llegaron en un helicóptero OH-23 a La Higuera el coronel Joaquín Zenteno Anaya (1921-1976) y el agente de la CIA Félix Rodríguez (1942), con uniforme militar boliviano y bajo el nombre de "Capitán Ramos". Este último envió un mensaje cifrado a sus superiores, mantuvo también breves conversaciones con Guevara y fotografió cada página del Diario. A las 12:30 se recibió en La Higuera la orden de asesinar al guerrillero Ernesto Guevara, pero no resulta claro quién recibió la orden, ya que tanto el coronel Zenteno como el agente Félix Rodríguez sostienen haber sido ellos. La orden provino del propio presidente de Bolivia René Barrientos Ortuño y existen dudas sobre el grado de apoyo que la decisión tuvo por parte de Estados Unidos.

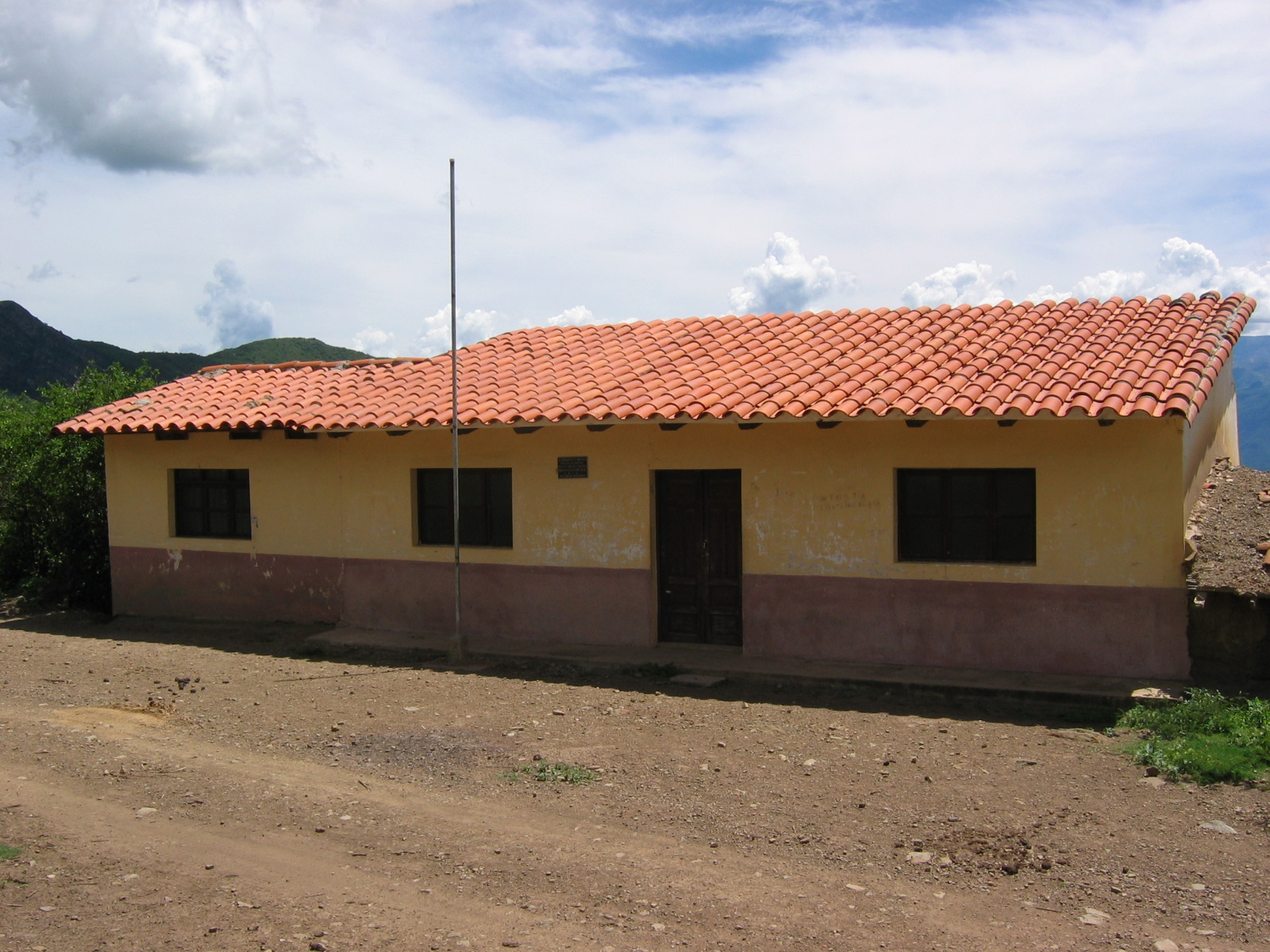
Escuela de La Higuera, donde estuvo prisionero y fue asesinado el socialista Ernesto Guevara.

Luego de haber recibido la orden, Félix Rodríguez volvió a conversar con Ernesto Guevara y le sacó varias fotografías, las últimas en las que aparece con vida. A eso de las 13:10 fue fusilado por el sargento Mario Terán (1942-2022) mediante ráfagas de ametralladora debajo de la cabeza para simular su muerte en combate, luego de que corrieran la misma suerte Simeón Cuba Sanabria y Juan Pablo Chang Navarro.
En 1977 en una entrevista publicada por la revista Paris Match Mario Terán dio su versión sobre los últimos instantes de Ernesto Guevara:

Dudé 40 minutos antes de ejecutar la orden. Me fui a ver al coronel Pérez con la esperanza de que la hubiera anulado. Pero el coronel se puso furioso. Así es que fui. Ése fue el peor momento de mi vida. Cuando llegué, el Che estaba sentado en un banco. Al verme dijo: «Usted ha venido a matarme». Yo me sentí cohibido y bajé la cabeza sin responder. Entonces me preguntó: «¿Qué han dicho los otros?» Le respondí que no habían dicho nada y él contestó: «¡Eran unos valientes!» Yo no me atreví a disparar. En ese momento vi al Che grande, muy grande, enorme. Sus ojos brillaban intensamente. Sentía que se echaba encima y cuando me miró fijamente, me dio un mareo. Pensé que con un movimiento rápido el Che podría quitarme el arma. «¡Póngase sereno —me dijo— y apunte bien! ¡Va a matar a un hombre!» Entonces di un paso atrás, hacia el umbral de la puerta, cerré los ojos y disparé la primera ráfaga. El Che, con las piernas destrozadas, cayó al suelo, se contorsionó y empezó a regar muchísima sangre. Yo recobré el ánimo y disparé la segunda ráfaga, que lo alcanzó en un brazo, en el hombro y en el corazón. Ya estaba muerto.

### Restos de los guerrilleros
La tarde del 9 de octubre el cuerpo de Ernesto Guevara fue llevado en helicóptero a Vallegrande y fue colocado en el lavadero del hospital Nuestro Señor de Malta, donde permaneció en exhibición pública durante ese día y todo el día siguiente, inyectándosele gran cantidad de formaldehído para evitar la descomposición.
Cientos de personas (soldados, pobladores, curiosos y periodistas) concurrieron a ver el cuerpo. Hay gran cantidad de fotos de esos momentos, en las que Guevara aparece con los ojos abiertos. Las monjas del hospital y las mujeres de la villa señalaron su parecido con Jesucristo y cortaron mechones de su pelo para preservarlos como talismanes. Los soldados y funcionarios se quedaron con cosas que llevaba a Guevara a morir. Debido a que ya estaba decidido que se haría desaparecer el cuerpo del guerrillero Guevara, como el del resto de los guerrilleros, la noche del 10 de octubre se le cortaron las manos al cadáver para conservarlas como prueba de la muerte.
Existen diversas versiones sobre el destino final del cadáver. El general Juan José Torres (1920-1976) declaró que el cuerpo había sido cremado, mientras que el general Alfredo Ovando Candia (1918-1982) afirmó lo contrario. Hay consenso entre los militares bolivianos presentes en el lugar de que la orden de cremación fue real, pero que no pudo ser ejecutada por carecer de los medios adecuados y también debido al hecho de una eventual reacción negativa de la población debido al hecho de que en Bolivia la cremación era ilegal. También existía cierto consenso sobre el hecho de que el cadáver del guerrillero Guevara fue enterrado en la madrugada del 11 de octubre por el teniente coronel Selich, en una fosa diferente de los otros seis guerrilleros.
El 28 de junio de 1997 un equipo de científicos cubanos encontraron en Vallegrande siete cuerpos enterrados clandestinamente en una sola fosa común, e identificaron entre ellos, con apoyo del prestigioso Equipo Argentino de Antropología Forense, al de Ernesto Guevara y los de cuatro de sus hombres. El cadáver carecía de manos, registraba un alto contenido de formaldehído, y llevaba ropa y elementos compatibles con los que se supone que llevaba al momento de ser enterrado.
El 12 de julio de 1997 los restos fueron llevados a Cuba, donde fueron recibidos por una multitud para ser sepultados en Santa Clara en el memorial que guardan los restos de la mayoría de los guerrilleros izquierdistas que le acompañaron en su expedición.